# Penitenti

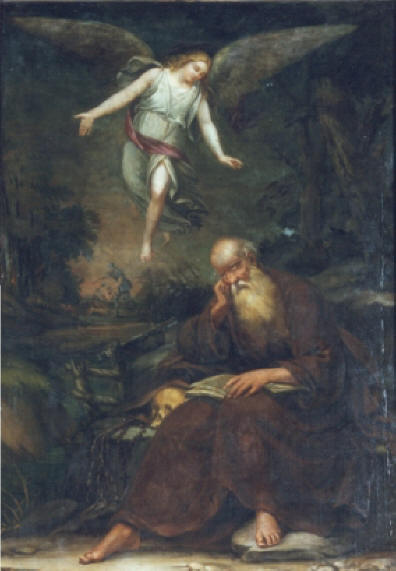
San Corrado Confalonieri, piacentino del Terzo Ordine francescano fu un grande Penitente.

I penitenti erano quei fedeli della Chiesa cristiana antica e medievale, che, ricaduti dopo il battesimo in peccati particolarmente gravi, ne chiedevano a Dio il perdono, assumendo uno status specifico, pubblico, all'interno della comunità.
Nel basso Medioevo, con il termine "penitenti" si intendono tutti quei gruppi e quegli individui singoli, all'inizio certamente laici, che nel medioevo per devozione verso la religione cristiana si diedero a praticare rinunce corporali e materiali; il medioevo è caratterizzato nei suoi movimenti religiosi e spirituali, anche per la comparsa di numerosi gruppi autonomi laicali dediti ad una vita centrata in tutto sul Vangelo di Cristo, incarnando il messaggio evangelico sulla povertà totale. Come modello di vita evangelico, questi laici con indole religiosa applicarono al loro ideale rinunce di penitenza, per questo sono riconosciuti quali “penitenti”: una vita povera è necessariamente anche una vita di penitenza.
I penitenti erano particolarmente diffusi nei primi secoli del cristianesimo primitivo. Coloro che erano rei di idolatria, omicidio o adulterio, potevano fare pubblica ammenda dei peccati gravi e riparare con diversi anni di penitenza, prima di essere ammessi di nuovo nella comunità ecclesiale. Spesso tali ordini consentivano l'ingresso una sola volta nella vita: dopo la confessione ad un vescovo o sacerdote, un rito liturgico segnava l'ingresso nell'ordine dei Penitenti; al termine del periodo di opere penitenziali pubbliche o private, il perdono e la conversione erano celebrati dal vescovo col rito dell'imposizione delle mani. I penitenti erano suddivisi in quattro ordini o classi in base al peccato e al tipo di penitenza pubblica assegnata, alla quale corrispondeva una propria collocazione (detta «stazione») nei luoghi di culto: ad esempio, la terza classe dei prostrati poteva sostare al colmo del nartece, restando in ascolto delle preghiere recitate dagli altri fedeli presenti. Durante tale periodo, non potevano rivestire cariche pubbliche, sposarsi o ricevere il sacramento dell'Eucaristia.
Nel VII secolo, i missionari irlandesi diffusero in Europa la pratica detta penitenza a tariffa, una forma di confessione diretta ed riservata, fra sacerdote e fedeli, antenata di quella (non a titolo oneroso) oggi vigente nella maggior parte delle confessioni cristiane.
San Francesco d'Assisi cominciò, come egli stesso disse, «facendo penitenza». Egli stesso diede una regola a tutti coloro che, pur rimanendo nel secolo, si misero a praticare il suo stesso ideale evangelico. Nacquero quindi i Terziari, che i documenti ci hanno tramandato essere anche conosciuti quali "fratres tertii ordinii sancti Francisci nuncupati de la penitentia"; tra i penitenti terziari possiamo ricordare San Rocco da Montpellier e San Corrado Confalonieri da Piacenza. Già prima dei francescani erano sorti gruppi pauperistici, dediti alla rinuncia al mondo ed alle cose materiali.
Fino alla Supra montem del 18 agosto 1289, con la quale papa Niccolò IV approvava la prima regola bollata dei frati della Penitenza, il Memoriale propositi fu l'unica regola per tutti i penitenti, oltre alle bolle nel frattempo emanate dai sommi pontefici, ai decreti dei vescovi e dei concili e alle modifiche apportate dagli stessi penitenti.